# Mięsień prostownik promieniowy długi nadgarstka

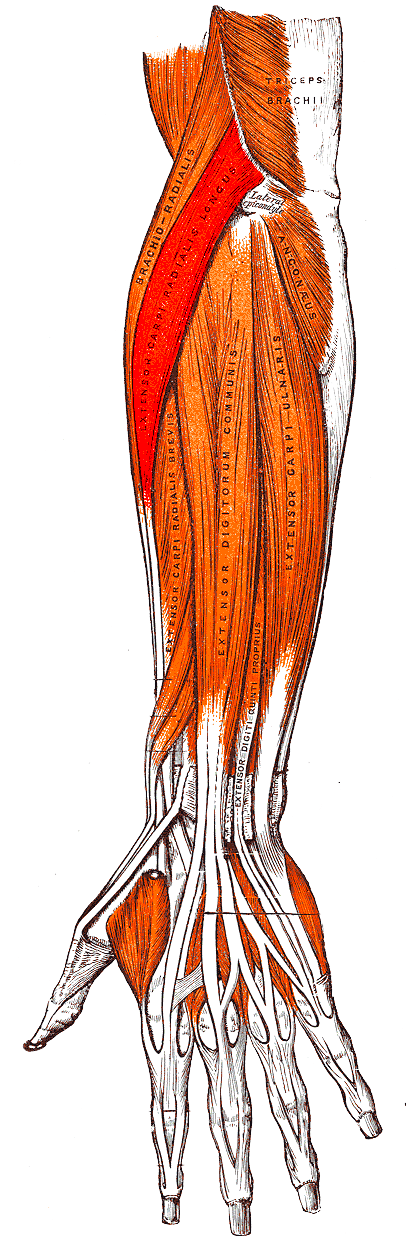
Mięsień prostownik promieniowy długi nadgarstka u człowieka

Mięsień prostownik promieniowy długi nadgarstka (łac. musculus extensor carpi radialis longus) – mięsień występujący w kończynie piersiowej niektórych ssaków. Powstał w wyniku podziału mięśnia prostownika promieniowego nadgarstka na dwie samodzielne jednostki (drugą jest mięsień prostownik promieniowy krótki nadgarstka). Unerwiony jest nerwem promieniowym.
U kota mięsień ten zaczyna się na grzebieniu nadkłykcia bocznego kości ramiennej, a kończy na drugiej kości śródręcza.

## Człowiek
U człowieka mięsień ten rozpięty jest między końcem dalszym kości ramiennej a II kością śródręcza, położony pod mięśniem ramienno-promieniowym. Przyczep proksymalny ma na przegrodzie międzymięśniowej bocznej ramienia, bocznym brzegu i nadkłykciu bocznym kości ramiennej. W połowie długości przedramienia przechodzi w długie, płaskie ścięgno, przebiegające wzdłuż powierzchni bocznej kości promieniowej, a następnie przechodzące przez drugi przedział troczka prostowników. Przyczep dystalny zlokalizowany jest na grzbietowej powierzchni podstawy II kości śródręcza.
Unaczyniony jest przez tętnicę poboczną promieniową od tętnicy głębokiej ramienia i tętnicę wsteczną promieniową od tętnicy promieniowej, a unerwiony przez nerw promieniowy.
Mięsień ten zgina przedramię w stawie łokciowym i lekko je nawraca. Zgina także rękę grzbietowo i ją odwodzi. Jest antagonistą zginaczy długich palców.